# اختلاط پرتو یونی

## اختلاط پرتو یونی
اختلاط پرتو یونی ، “عبارت است از ترکیب و آلیاژ سازی اتمی که می تواند در مرز متصل کننده دو ماده مختلف در طول تابش یون رخ دهد.  این فرآیند به عنوان یک روش برای اتصال دو چند لایه استفاده می شود، به خصوص یک بستر و یک لایه سطحی که رسوب داده شده است. این فرآیند شامل بمباران نمونه های لایه ای با دوز های مشخصی پرتو یونی است تا اختلاط را در سطح مشترک را افزایش دهد. به طور کلی، به عنوان یک ابزار برای آماده سازی اتصالات الکتریکی عمل می کند، به ویژه بین آلیاژهای غیرتعادلی یا متاستابل و ترکیبات بین فلزی. برای دستیابی به اختلاط پرتو یونی می توان از تجهیزات کاشت یون استفاده کرد.

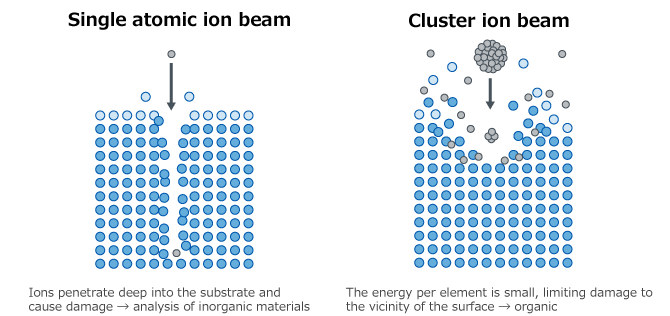
مقایسه پرتو یونی خوشه ای با پرتو یونی اتمی

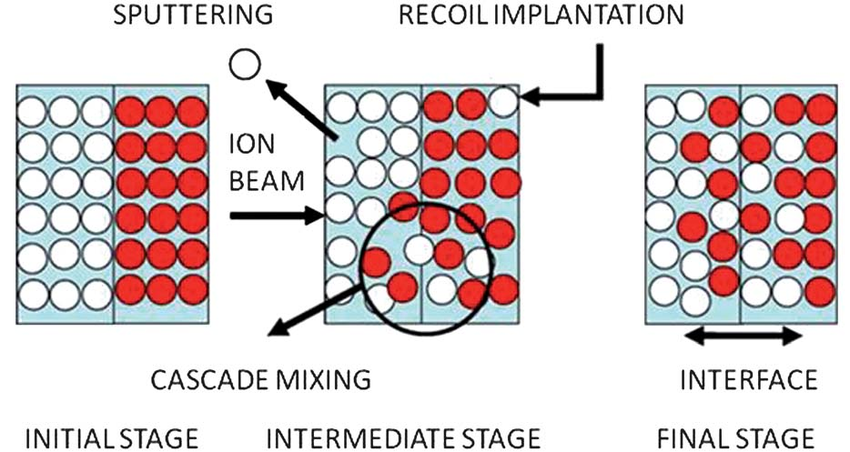
نمایش تغییرات از مرحله اولیه تا نهایی

## سازوکار
اثرات منحصربه‌فردی که از اختلاط پرتو یونی حاصل می‌شود، در درجه اول اثرات بالستیک است. یعنی یون های تلاقی گر دارای انرژی جنبشی بالایی هستند که در هنگام برخورد به اتم های هدف به آن ها منتقل می شود. انرژی های یونی در حدود 1 k eV تا 200 kV هستند. هنگامی که شتاب می‌گیرد، چنین انرژی‌های یونی به اندازه‌ای بالا هستند که پیوندهای درون و به‌ویژه بین مولکولی را بشکنند و جابه‌جایی را در یک شبکه اتمی آغاز کنند. دنباله برخوردها به عنوان آبشار برخورد شناخته می شود. این فرآیند بالستیک، با انرژی یون‌هایی که با ماده هدف برخورد می‌کنند، اتم‌ها و الکترون‌های آن را در نقاط مختلف شبکه جا به جا می‌کند. این باعث می‌شود که در این نقاط جابجایی ایجاد شود و سطح مشترک دو ماده در لایه مرزی مخلوط شود. (البته باید به این نکته توجه کرد که انرژی ها باید به قدری زیاد باشند که تغییرات شبکه دائمی باشند و نه فقط به صورت ارتعاشات موقتی که تشعشع برخوردی را ایجاد می‌کنند. به عبارت دیگر، انرژی های جنبشی باید از حد آستانه جابجایی ماده بیشتر باشند.) اگر انرژی ها کافی باشند، در این برخوردهای هسته‌ای فراوان، کاشت یون بالستیک می‌تواند غلظت آلیاژ را در لایه‌ای نازک از ماده هدف افزایش دهد. این غلظت بیشتر از آن است که با فرآیندهای کاشت سنتی با دوز بالا به دست می‌آید.

## تحلیل و بررسی
فیلمی که با یون‌ها کاشته می‌شود، با توجه به عواملی مانند جرم یون، شدت پرتو یونی و زمان بمباران یونی، با ماده هدف اختلاط می‌کند. میزان این اختلاط با ریشه دوم عوامل ذکر شده تناسب دارد.
برای اکثر مواد کاشته شده، اختلاط پرتو یونی در دمای کمتر از 100 درجه سانتی گراد به دما بستگی ندارد. اما اگر دما از این حد بالاتر برود، اختلاط همراه با افزایش دما نیز بیشتر می‌شود. این رابطه با دما نشان می‌دهد که پرتوهای یونی که به سطح هدف می‌خورند، انرژی فعال‌سازی مربوط به گونه‌های هدف را به لایه مانع انتقال می‌دهند. 
پرتو یونی بالستیک دو نوع اختلاط را در هنگام بمباران یونی به طور همزمان ایجاد می‌کند: اختلاط پس زدگی و اختلاط آبشاری. در اختلاط پس زدگی، اتم‌ها با برخورد تکی یون‌ها جا به جا می‌شوند. این نوع اختلاط بیشتر در زوایای بزرگ و برخوردهای کم انرژی رخ می‌دهد و تعداد اتم‌های پس زده با دوز یون به صورت خطی تغییر می‌کند. اما اختلاط پس زدگی فرآیند اصلی اختلاط پرتو یونی نیست.بیشتر اتم‌های جابجا شده بخشی از یک آبشار برخورد هستند که در آن اتم‌های پس زده یک سری جابجایی شبکه‌ای با انرژی پایین‌تر را آغاز می‌کنند که به آن اختلاط آبشاری گفته می‌شود. اختلاط پرتو یونی را می توان با اثرات افزایش گرما افزایش داد. 
پرتو یونی (IM) در نهایت باعث انتشار میانی می‌شود و نتیجه آن مانند آن است. بنابراین، بیشتر مدل‌های اختلاط یونی یک ضریب انتشار مؤثر را در نظر می‌گیرند که با استفاده از آن می‌توان ضخامت لایه واکنش‌دهنده را به عنوان یک تابع از دوز و زمان پرتو یونی محاسبه کرد.
مدل انتشار امتزاج پذیری بستر و لایه را در نظر نمی گیرد، بنابراین برای سیستم های اختلاط ناپذیر یا کم اختلاط، درجه اختلاط را بیش از حد تخمین می زند، در حالی که برای سیستم های بسیار امتزاج پذیر، مدل درجه اختلاط را دست کم می گیرد. این معادله انتشار میانی پایه اثرات ترمودینامیکی را در نظر نمی‌گیرد. اما می‌توان با استفاده از معادلاتی که آنتالپی های اختلاط و کسرهای مولی گونه هدف را محاسبه می‌کنند، این اثرات را مدل کرد. به این ترتیب، می‌توان یک ضریب نفوذ مؤثر ترمودینامیکی را به دست آورد که اثرات دما (که تلفظ می‌شود) را نشان می‌دهد. این ضریب در دمای بالا بیشتر می‌شود.

## مزایا و معایب
مزایای مخلوط کردن پرتو یونی به عنوان روشی برای سنتز نسبت به روش‌های سنتی کاشت می‌تواند شامل توانایی این فرآیند برای تولید مواد با غلظت سولوت بالا با استفاده از مقادیر کمتری از تابش باشد، و کنترل بهتر تغییر فاصله باند و پخش بین لایه‌ها. هزینه IM نیز کمتر از سایر روش‌های آماده‌سازی فیلم بر روی زیرساخت‌ها مانند رسوب‌گذاری بخار شیمیایی (CVD) و epitaxy پرتو مولکولی (MBE) است.
معایب شامل عدم توانایی کنترل کامل و هدایت جابجایی‌های شبکه‌ای که در فرآیند آغاز می‌شود، که می‌تواند منجر به درجه ناخواسته‌ای از بی‌نظمی در نمونه‌های مخلوط یونی شود، و آن‌ها را برای کاربردهایی که نظم دقیق شبکه بسیار مهم است، نامناسب کند. پرتوهای یونی نمی‌توانند به طور کامل هدایت شوند، نه تنها اثرات برخورد را کنترل کنند، زمانی که اثرات IM گسترش می‌یابند، که می‌تواند منجر به نشت، پراش الکترون، پخش تابش افزایش یافته (RED)، مهاجرت شیمیایی و عدم تطابق شود. علاوه بر این، تمام نمونه‌های مخلوط یونی باید آنیل شوند.

## همچنین ببینید
- لیست تکنیک های پوشش